# Soprintendenza
Eine Soprintendenza, auch Sovrintendenza sowie Sopraintendenza und Sovraintendenza, fachwissenschaftlich oft zu Soprintendenz eingedeutscht oder als Superintendentur bezeichnet, ist eine Aufsichtsbehörde des Ministeriums für Kulturgüter und kulturelle Aktivitäten in Italien. In die Zuständigkeit der Soprintendenzen fällt der Schutz sowie die Aufwertung der Kultur- und Landschaftsgüter Italiens. Sie sind daher Organe der Denkmalpflege. Hierbei werden zwei Arten von Soprintendenzen unterschieden, denen verschiedene Zuständigkeitsbereiche zugeordnet sind: die Soprintendenzen per l’archeologia, le belle arti ed il paesaggio („für Archäologie, die bildenden Künste und die Landschaft“) und die Soprintendenzen für die Archive und Bibliotheken (Soprintendenza archivistica e bibliografica), die der Generaldirektion der Archive untergeordnet sind und zum Beispiel die Aufsicht über die 101 staatlichen Archive (Archivi di Stato) innehaben.

## Grundlagen und Aufgaben
Derzeit gültige Grundlage für die Arbeit der Soprintendenzen ist das Dekret 171 des Ministerratspräsidiums vom 29. August 2014 und der ministerielle Erlass vom 23. Januar 2016. Viele Kompetenzen der Behörden sind in der Verordnung 42 vom 22. Januar 2004 im „Gesetzbuch für Kulturgüter und Landschaft“ (Codice dei beni culturali e del paesaggio) geregelt und wurden während der zweiten Regierung Berlusconi festgelegt.
Die einzelnen Soprintendenzen sind unter anderem zuständig für die Vereinheitlichung und Aktualisierung der Denkmallisten ihres Zuständigkeitsbereichs. Arbeiten an ihrer Zuständigkeit unterliegenden Kulturgütern bedürfen ihrer Genehmigung. Für die Durchführung archäologischer Untersuchungen und Ausgrabungen können sie Grundstücke zeitweise unter ihre Aufsicht stellen, zudem verwalten sie die ihnen überlassenen Güter. Wenn ein öffentliches kulturelles Interesse festgestellt werden soll, weisen sie die Prüfung an und schlagen die Art von deren Durchführung vor. In diesem Zusammenhang können sie der zuständigen Zentraldirektion auch die Ausübung des Vorkaufsrechts vorschlagen. Prinzipiell überwachen sie Restaurierungsarbeiten, jede Art von Umsetzungen und Überführungen sowie Ausfuhren.
Geleitet wird eine Soprintendenz von einem Soprintendente, der nach einer öffentlichen Ausschreibung bestimmt wird. Er trägt die Verantwortung für die Entscheidungen und durchgeführten Arbeiten der Soprintendenz. Unterstützt wird er abhängig von Größe und Umfang des zu verwaltenden Bereichs von einem auf die Bedürfnisse der Soprintendenz abgestimmten Mitarbeiterstab. Die Anzahl der Soprintendenzen pro Region schwankt zwischen einer – etwa in der Basilikata und in Molise – und fünf – etwa Latium und Toskana. Die Soprintendenzen der autonomen Provinzen Trient und Bozen – Südtirol (hier nach österreichischem Vorbild als Landesdenkmalamt) sowie der autonomen Regionen Aostatal und Sizilien unterstehen nicht unmittelbar dem Ministerium, sondern der jeweiligen autonomen Verwaltung, die für den Schutz der kulturellen Güter zuständig ist. Dies gilt jedoch nicht bei der Ausfuhr von Kulturgütern, sofern das Zielland kein Mitglied der Europäischen Union ist; in diesen Fällen ist der italienische Staat mit übergeordneten Behörden zuständig. Darüber hinaus gibt es Soprintendenze speciali, die Sondereinheiten der Denkmalpflege verwalten, etwa die Soprintendenza Speciale archeologia, belle arti e paesaggio di Roma, die Soprintendenza Speciale per il patrimonio storico, artistico ed etnoantropologico e per il polo museale della città di Firenze oder die Soprintendenza Speciale per le aree colpite dal sisma für die Folgen des Erdbebens in Mittelitalien von 2016.

## Geschichte
Bereits vor der Gründung des Königreichs Italien als modernem Nationalstaat im Jahr 1861 gab es während des Risorgimento unterschiedliche Einrichtungen zum Schutz des kulturellen Erbes. Im Jahr 1875 wurden diese Einrichtungen unter dem Ministero della pubblica istruzione zunächst als „Zentraldirektion der Ausgrabungen und Museen des Königreichs“ (Direzione centrale degli scavi e dei musei del Regno) organisiert, dann 1881 unter dem Namen „Generaldirektion für die Altertümer und bildenden Künste“ (Direzione generale per le antichità e belle arti) geführt. Zu territorial ausgerichteten Aufsichtsbehörden wurden sie 1907 umgeformt und 1923 um die Soprintendenzen für mittelalterliche und moderne Kunst (Soprintendenze dell’arte medioevale e moderna) erweitert. Im Jahr 1939 wurde die Organisationsstruktur der Behörde gestrafft und vereinheitlicht, zugleich wurde ihre Zuständigkeit für den Schutz der Kulturgüter und Landschaften auf gesetzlicher Grundlage geregelt. Dennoch fielen verschiedene Zuständigkeiten in den Verantwortungsbereich unterschiedlicher Ministerien einerseits, des Ministerratspräsidiums andererseits, bis im Jahr 1974 unter der vierten Regierung Aldo Moros das Ministerium für Kulturgüter und kulturelle Aktivitäten als allein zuständiges Ministerium festgelegt wurde.